# Violant de Vianden
Violant (o Iolanda) de Vianden (Vianden, 1231-1283) fou una aristòcrata luxemburguesa, la filla menor del comte Enric I de Vianden del Comtat de Vianden i de Margarida de Courtenay-Namur. De molt jove va ingressar al convent dels dominics de Marienthal contra els desitjos dels seus pares. Més tard va esdevenir la seva priora devota i ara és una llegenda en la història luxemburguesa.

## Història
La fama duradora de Violant es deu en gran part a l'epopeia Yolanda von Vianden, escrita per Fra Hermann de Veldenz, que és un dels seus dos únics treballs que es conserven —l'altre és un relat en prosa sobre la seva vida. Aquest poema relata com, quan era petita, volia ser monja contra els desitjos dels seus pares. De fet, la seva mare tenia l'esperança de concertar un matrimoni amb el noble Walram de Monschau, per tal de consolidar la influència dels comtes de Vianden, especialment en les seves relacions amb els comtes de Luxemburg. El 1245, quan Violant tenia catorze anys, la seva mare, la marquesa Margarida de Courteney, va dur Violant amb el seu company de visita al monestir dominic de Marienthal, on Violant va fugir de forma inesperada en la protecció del seu claustre i va guanyar l'admissió com a novícia.
Un any més tard, la seva mare va tornar, llavors amb el suport armat de diversos nobles, amenaçant de destruir el monestir si Violant no decidia deixar-lo. La noia es va convèncer de retornar a Vianden, on els seus pares un cop més van intentar canviar els seus desitjos mantenint-la al castell de Vianden. Però Violant no va dubtar-ne. En tot cas, va reforçar els seus punts de vista parlant amb destacats frares dominics, com Walter von Meisemburg i Albert el Gran. Finalment, la seva mare va cedir i va acordar que Violant tornés a Marienthal. Entrant en una vida de pregària i de caritat, Violant va desenvolupar la seva vida monàstica i finalment va ser nomenada priora del monestir el 1258. Va romandre allí fins a la seva mort 25 anys després, el 1283. Curiosament, la seva mare també es va unir al monestir després de la mort del seu marit durant una croada (1252).
Hi ha altres poques evidències de la vida de Violant, a part d'un crani que es creia seu i que es va mostrar en l'església dels trinitaris de Vianden. Com que el monestir es va tancar al segle xviii, no queda cap traça seva.
La ferma voluntat de Violant d'abandonar un ambient noble de riqueses i privilegis a favor d'una vida austera i devota en un monestir va resultar inspirador per Fra Hermann. El germà va escriure la història de la seva vida i el motiu pel qual va esdevenir una figura tan reverenciada, sobretot, per a les dones luxemburgueses.

## Poemes
Hi ha dos poemes sobre la vida de Violant:
- Yolanda von Vianden de Frare Hermann de Veldenz, que va escriure la història de la seva vida el 1290, després de la seva mort el 1283.[1] L'obra consisteix en 5.963 línies de rodolins en fràncic mosel·là amb semblances properes a l'actual luxemburguès. Es creu que l'epopeia de Fra Hermann l'èpica es va conservar en el monestir de Marienthal durant gairebé quatre segles després que l'escrivís. El 1655 l'original va ser copiat en paper pel jesuïta belga Alexander von Wiltheim. Alhora, Wiltheim va escriure una biografia de Violant en llatí basat en l'obra de Fra Hermann en alt alemany mitjà. El novembre de 1999 el lingüista luxemburguès Guy Berg va descobrir el manuscrit original, conegut com a Codex Mariendalensis, al castell d'Amsembourg, a prop de Marienthal. Aquest fet va representar una descoberta molt important, car és considerat el manuscrit més antic en luxemburguès.
- Un segon poema sobre Violant, escrit per un autor anglès anònim titulat Iölanda, A Tale of the Duchy of Luxembourg, es va publicar el 1832.[2]